# 猎人笔记
《獵人筆記》（俄语：Записки охотника）是俄国作家伊万·谢尔盖耶维奇·屠格涅夫的成名作，共收录中短篇小說25篇，设定上是一位俄国中部地区獵人的隨筆集，作者從民主主義立場展现了俄罗斯农民淳朴善良、乐观勤奋的品质与其在農奴制度下的悲慘遭遇，在揭露地主残暴、奢侈的同时以生动活泼的笔调描绘了许多19世纪俄罗斯乡村的生活图景，具有鲜明的人文主义色彩。
作者在写作过程中很大程度上参考了自己在斯帕斯科耶-卢托维诺沃家族领地狩猎时的经历，亲眼目睹农奴在俄罗斯旧体制下遭受的不公正对待引发了屠格涅夫对社会的思考，这段乡间生活也为他日后的写作积累了丰富的素材。
1847年，猎人笔记的第一篇小說《霍尔和卡里内奇》刊載於俄国进步刊物《现代人》第一期的“杂拌”欄，並冠以副标题：“猎人笔记之一”，引起廣大迴響，1847年至1851年陸續连载共25篇文章。1852年，《猎人笔记》结集出版，体裁方面其既可被视为短篇小说，也可归为叙事性散文的一种。列夫·托尔斯泰曾高度讚揚此書，别林斯基、涅克拉索夫、赫尔岑都著文赞扬《猎人笔记》。教育部长上书沙皇尼古拉一世，称“《猎人笔记》有侮辱地主的绝对倾向”，當時负责审查书籍出版的检查官因此被撤职。

## 文章列表
- 《霍尔和卡里内奇》
- 《叶尔莫莱和磨坊主妇》
- 《草莓泉》（也作《莓泉》）
- 《县里的医生》
- 《我的邻居拉季洛夫》
- 《独院小地主奥夫夏尼科夫》
- 《利戈夫》
- 《百俊牧场》（也作《别任草地》）
- 《梅奇美人河的卡西扬》
- 《总管》
- 《管理处》
- 《孤狼》
- 《两地主》
- 《列别江》
- 《塔吉雅娜·鲍里索夫娜和她的侄儿》
- 《死》
- 《歌手》
- 《彼得·彼得罗维奇·卡拉塔耶夫》
- 《约会》
- 《希格雷县的哈姆雷特》
- 《切尔托普哈诺夫和涅多皮乌斯金》
- 《切尔托普哈诺夫的结局》
- 《活尸》
- 《车轮的响声》
- 《树林和草原》